# Norman Taber
Norman Taber (Estados Unidos, 3 de septiembre de 1891-15 de julio de 1952) fue un atleta estadounidense, especialista en la prueba de 3000 m por equipo en la que llegó a ser campeón olímpico en 1912.

## Carrera deportiva
En los JJ. OO. de Estocolmo 1912 ganó la medalla de oro en los 3000 m por equipo, consiguiendo 9 puntos, por delante de Suecia (plata con 10 puntos) y Reino Unido (bronce con 23 puntos), siendo sus compañeros de equipo Tell Berna, George Bonhag, Abel Kiviat y Louis Scott.